# Semiothisa flavicuneata
Semiothisa flavicuneata är en fjärilsart som beskrevs av Claude Herbulot 1987. Semiothisa flavicuneata ingår i släktet Semiothisa och familjen mätare. Inga underarter finns listade i Catalogue of Life.